# Глутаминова киселина
Глутаминовата киселина (съкратено Glu или E) е една от двайсетте канонични аминокиселини с кодони GAA и GAG. Тя е неесенциална. Карбоксилатният ѝ анион, както и нейните соли се наричат глутамати. В невробиологията глутаматът е важен невротрансмитер, играещ ключова роля в дълговременна потенциация и процесите на обучение и памет.

## Биосинтеза
| Източник                             | Продукти                | Ензими                              |
| ------------------------------------ | ----------------------- | ----------------------------------- |
| Глутамин + H2O                       | → Glu + NH3             | глутаминаза                         |
| NAcGlu + H2O                         | → Glu + ацетат          | (неизвестен)                        |
| α-кетоглутарат + НАДФН + NH4+        | → Glu + НАДФ+ + H2O     | глутамат дехидрогеназа              |
| α-кетоглутарат + α-аминолиселина     | → Glu + α-кето киселина | трансаминаза                        |
| 1-пиролин-5-карбоксилат + НАД+ + H2O | → Glu + НАДН            | алдехид дехидрогеназа               |
| N-формимино-L-глутамат + FH4         | → Glu + 5-формимино-FH4 | формиминотрансфераза циклодиаминаза |